# Helvidia scabricula
Helvidia scabricula là một loài nhện trong họ Theridiidae. Chúng thuộc chi đơn loài Helvidia và được Tord Tamerlan Teodor Thorell miêu tả năm 1890.